# Rapa (isola)
Rapa (a volte chiamata Rapa Iti, la "piccola Rapa" per distinguerla da Rapa Nui, l'Isola di Pasqua, la "grande Rapa") è un'isola di 40,57 km2 situata nell'arcipelago Australe nella Polinesia francese. Con una popolazione di 512 abitanti (2019), Rapa è una delle isole più isolate del Pacifico, è anche l'isola abitata più meridionale del gruppo delle Australi e la più isolata: dista 500 km dall'isola abitata più vicina, Raivavae, e più di 1.240 km da Tahiti.